# Raphael Holzhauser
Raphael Holzhauser (ur. 16 lutego 1993 w Wiener Neustadt) – austriacki piłkarz grający na pozycji pomocnika. Od 2019 jest zawodnikiem K Beerschot VA.
21 stycznia 2012 roku zadebiutował w Bundeslidze w barwach VfB Stuttgart w meczu z FC Schalke 04.